# Monterey (Kentucky)
Monterey es una ciudad ubicada en el condado de Owen en el estado estadounidense de Kentucky. En el Censo de 2010 tenía una población de 138 habitantes y una densidad poblacional de 207,32 personas por km².

## Geografía
Monterey se encuentra ubicada en las coordenadas 38°25′29″N 84°52′17″O / 38.42472, -84.87139. Según la Oficina del Censo de los Estados Unidos, Monterey tiene una superficie total de 0.67 km², de la cual 0.67 km² corresponden a tierra firme y (0%) 0 km² es agua.

## Demografía
Según el censo de 2010, había 138 personas residiendo en Monterey. La densidad de población era de 207,32 hab./km². De los 138 habitantes, Monterey estaba compuesto por el 100% blancos, el 0% eran afroamericanos, el 0% eran amerindios, el 0% eran asiáticos, el 0% eran isleños del Pacífico, el 0% eran de otras razas y el 0% pertenecían a dos o más razas. Del total de la población el 1.45% eran hispanos o latinos de cualquier raza.